# Huaca Fortaleza de Campoy
La Huaca Fortaleza de Campoy es un sitio arqueológico ubicado en Campoy, en el distrito de San Juan de Lurigancho, en la ciudad de Lima, capital del Perú. Está situado en la margen derecha del valle bajo del río Rímac, costa central del Perú. Es un conjunto arquitectónico del Intermedio Tardío, sede de uno de los centros administrativos del curacazgo de Lurigancho o Ruricancho, que obedecía al Señorío Ichma (hacia 1000 d. C. a 1470 d. C.). Fue anexado por los incas, quienes lo reocuparon y remodelaron. En 1998, fue declarado Patrimonio Cultural de la Nación.

## Ubicación geográfica
Se encuentra ubicado en la urbanización Campoy, al norte de la planta de La Atarjea, en el distrito de San Juan de Lurigancho, en Lima. Se halla situada a 246 m s. n. m., en una quebrada asentada en la margen derecha del valle medio bajo del río Rímac.

## Cronología
- Intermedio Tardío. Curacazgo de Lurigancho, Cultura Ichma, entre 1000 a 1470 d. C.
- Horizonte Tardío. Cultura Inca, entre 1470 a 1532 d. C.

## Contexto histórico
El curacazgo de Lurigancho o Ruricancho, cuya capital se hallaba en Mangomarca, obedecía al poderoso Señorío Ichma, que ocupaba los valles del Rímac y Lurín, con Pachacámac como su mayor centro ceremonial.
Hacia 1470 d. C., se produjo la llegada de los incas, quienes comandados por el príncipe Túpac Yupanqui, anexaron al Tahuantinsuyo, todos los señoríos del valle del Rímac, entre los que se encontraban el Señorío Ichma. Como recuerdo de la minuciosa administración inca, se conserva entre Campoy y Zárate parte del Qapaq Ñan o red vial que articulaba el valle bajo del Rímac con la sierra. Los incas también ampliaron y remodelaron el complejo de Campoy.
Tras la llegada de los españoles, el complejo fue abandonado y sufrió las depredaciones de los buscadores de tesoros. En época contemporánea, se ha visto afectado por la desordenada expansión urbana, tanto formal como informal, que afecta seriamente la conservación del sitio. Sin embargo, los moradores de las urbanizaciones vecinas vienen tomando conciencia de la importancia de la preservación del patrimonio arqueológico

## Función
Se le denomina fortaleza debido a sus paredes perimétricas de doble muro de tapial, que vista desde la parte baja del valle destacan por su altura. Sin embargo se trata de un centro administrativo construido hacia 1000 d. C. por los Lurigancho. Dentro de sus altos muros vivía la elite dominante, desde donde tenía una vista panorámica de gran parte del valle. Era una ubicación muy estratégica para cuidar y proteger el cercano centro ceremonial de Mangomarca, con la cual se comunicaba por un camino que rodea los cerros aledaños.

## Arquitectura
El tipo de construcción se asemeja a las de Puruchuco, con terrazas y muros de tapia. La técnica del tapial consistía en la construcción de muros a base de una mezcla de piedras y barro, semejante a la moderna técnica del vaciado de concreto. Campoy es el único caso que presenta tapias dobles, que probablemente servían para dar sostenimiento a los muros más altos y de esta manera hacerlos resistentes a los movimientos sísmicos. Se usó también la técnica mixta de piedras y barro. Los recintos son de forma trapezoidal.
De otra parte, en los alrededores se hallaron vasijas y ollas para uso alimenticio, tinajas y cántaros, así como mates grabados con diseños ondeados que aluden a la pesca.